# Caboclo Bernardo
Bernardo José dos Santos, conhecido como Caboclo Bernardo (Vila de Regência, Linhares, 1859 — Barra do Rio Doce, 3 de junho de 1914), foi um pescador e catraieiro, o herói que, em 1887, salvou cento e vinte e oito marinheiros do Cruzador Imperial Marinheiro, da Marinha Imperial do Brasil.

## Naufrágio
Na madrugada de 7 de setembro de 1887, uma noite de tempestade com mar revolto, o Cruzador Imperial Marinheiro, que se dirigia em comissão de sondagem a Abrolhos, chocou-se contra o pontal sul da barra do rio Doce, a cerca de 120 metros da praia do povoado de Regência, distrito da cidade de Linhares, no Espírito Santo.
Um escaler com doze tripulantes foi baixado para buscar socorro em terra; destes, apenas oito chegaram à praia.
A população de Regência mobilizou-se para tentar auxiliar a tripulação do cruzador que naufragava, mas pouco se podia fazer por causa do mar violento. Ao amanhecer do dia, o jovem Bernardo se dispôs a nadar até o navio levando um cabo de espia, por onde os tripulantes poderiam vir um a um, pendurados, até à praia. Bernardo lançou-se quatro vezes ao mar, sendo arremessado de volta a terra pelas ondas. Na quinta tentativa, obteve sucesso e o cabo foi amarrado ao navio.
Bernardo, ao lado de três marinheiros do navio de guerra, participou de todo o processo do resgate, acompanhando os náufragos até a praia num pequeno bote amarrado ao cabo. Graças aos esforços de todos, após cinco horas de luta, dos 142 tripulantes do "Imperial Marinheiro" salvaram-se 128. Não há registro se os corpos das 14 vítimas fatais foram ou não encontrados posteriormente.

## Reconhecimento

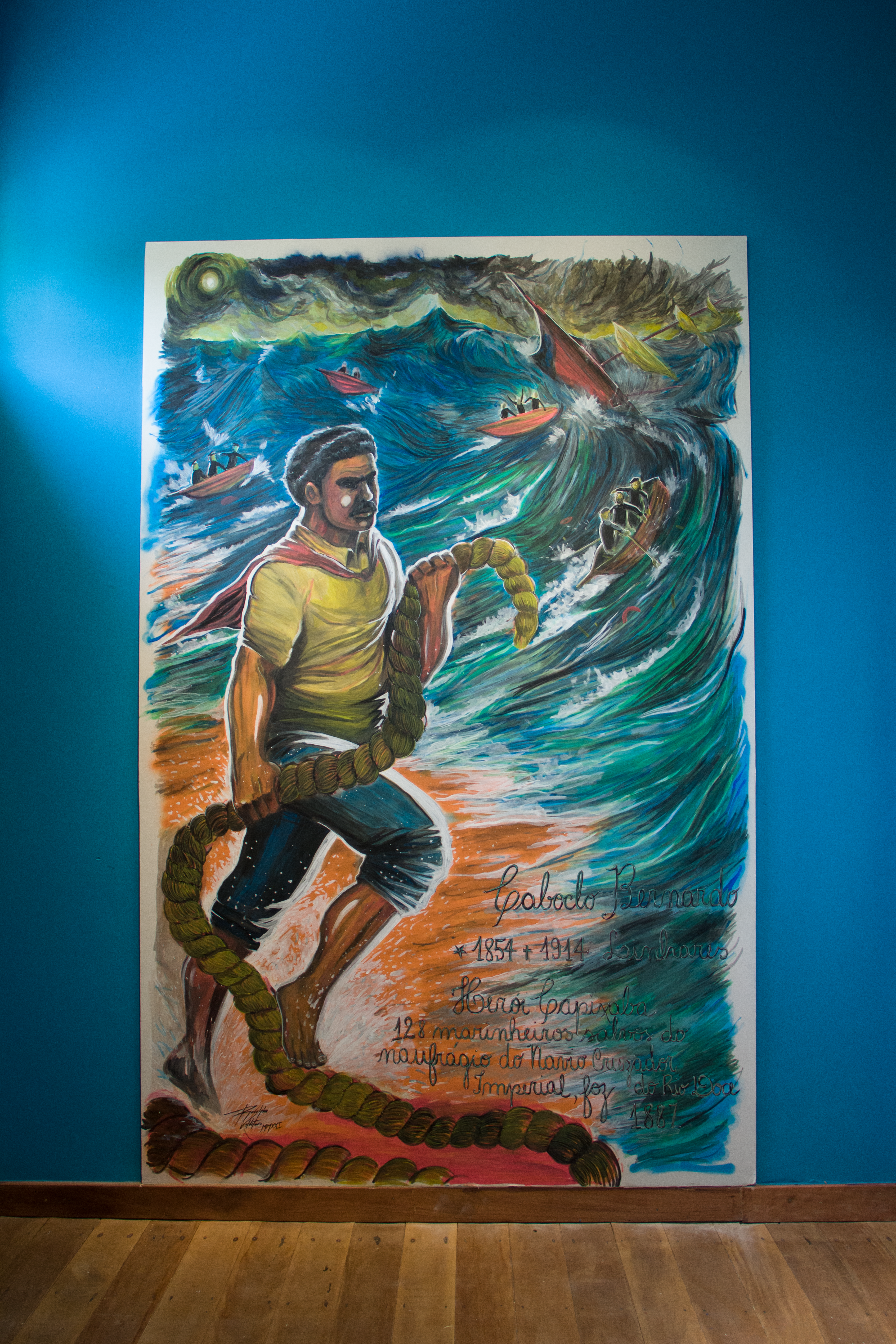
Painel Caboclo Bernardo, Instituto Histórico e Geográfico de Vila Velha.

O jovem Bernardo, então com 28 anos naquela ocasião, recebeu no dia 20 de setembro de 1887, uma homenagem pública em Vitória, capital da província. Em entrevista ao jornal "A Província do Espírito Santo", ele declarou "eu vi o navio perder-se e então prendi o cabo aos dentes e atirei-me ao mar para salvá-los". Em seguida, ele viajou para o Rio de Janeiro, onde em 29 de setembro foi recebido pela alta cúpula da Marinha de Guerra. Em 6 de outubro, numa audiência, a Princesa Isabel o condecora com uma medalha de ouro e lhe confere um diploma onde se lê:
"Eu princesa Isabel Regente, em nome do Imperador o Sr. D. Pedro II: faço saber aos que esta carta virem, que atendendo a dedicação não comum pela humanidade que mostrou o remador da catraia da Barra do Rio Doce, que Bernardo José dos Santos, salvando com risco da própria vida às de muitos indivíduos, por ocasião do naufrágio do "Imperial Marinheiro", ocorrido na madrugada de 7 de setembro, próximo findo, a duas milhas ao sul daquela barra, e querendo dar-lhe uma demonstração de meu imperial agrado, por tão importante serviço: Hei por bem fazer-lhe mercê de medalha de 1a. classe designada pelo Art. 1 das instruções a que se refere o decreto No. 1579 de 14 de março de 1855. 66o. anos da Independência do Império. (Ass.) Princesa Imperial Regente - Barão de Cotegipe."
Bernardo voltou à Barra do Rio Doce e à sua vida rotineira de pescador. Participou ainda de outros resgates de navios, mas nenhum tão dramático quanto o do "Imperial Marinheiro"; com o passar do tempo, ele acabou caindo no esquecimento. A medalha da Regente, por muitos anos, esteve guardada na residência de um comerciante da região, Cléris Moreira. Seu paradeiro atual é ignorado e suspeita-se que tenha sido roubada por alguém que desconhecia seu valor histórico.

## Morte
Em 3 de junho de 1914, ao voltar de uma pescaria, Bernardo sentou-se num banco no barraco onde vivia e aguardava que a esposa preparasse o almoço quando foi surpreendido pela entrada repentina de Lionel Fernandes de Almeida. Bêbado, o invasor deu-lhe um tiro de garrucha à queima roupa e fugiu. Bernardo tombou, já morto, aos 54 anos de idade.
Lionel Fernandes foi preso pouco depois e condenado a 17 anos de reclusão, tendo todavia, por razões desconhecidas, recebido indulto em 20 de maio de 1920. Anos depois, perguntado sobre o motivo do crime, teria respondido: "Cachaçada... questão de mulher". Baseado nesta declaração e em evidências indiretas, suspeita-se que a mulher de Lionel, cansada dos maus-tratos que sofria, buscou abrigo no barraco de Bernardo, o qual acabou por pagar com a vida este último gesto de generosidade.

## Homenagens
Embora tenha vivido seus últimos anos praticamente esquecido, a morte trágica de Bernardo resgatou-lhe a grandeza heroica. Foi sepultado em Regência com todas as honras que a comunidade pobre pôde lhe render, e nos anos a seguir, particularmente graças ao esforço do historiógrafo capixaba Norbertino Bahiense, o nome do herói passou a ser integrado à paisagem urbana de Vitória, batizando logradouros e tendo bustos figurativos erguidos em sua homenagem.
Em 1969, a Marinha de Guerra batizou um rebocador recentemente incorporado, com o nome de "Caboclo Bernardo", e ofereceu dois bustos do herói à comunidade, o qual foi colocado um em frente à igreja matriz de Nossa Senhora da Conceição e outro na praça da Vila de Regência. Em 23 de setembro de 1980, o prefeito de Linhares, Luiz Cândido Durão, sancionou a Lei no. 884/80, criando a comenda "Caboclo Bernardo" que seria concedida aos cidadãos que tivessem prestado relevantes serviços ao município, estado ou país. Em 1985, a comenda mudou de formato, passando a apresentar-se como uma cruz-de-malta cunhada em prata. Por ironia do destino, os primeiros cidadãos a serem agraciados com a comenda em 1985, foram justamente integrantes da Marinha de Guerra do Brasil, que trabalharam no resgate às vítimas das inundações que assolaram o município de Linhares em 1979 e 1982.

## Na cultura popular
A figura do Caboclo Bernardo tornou-se maior que a história e acabou por se integrar às lendas e à cultura da Barra do Rio Doce. Desde 1930 que em Regência é apresentado um "Auto do Caboclo Bernardo", onde a vida, o ato heroico e a morte estúpida de Bernardo são encenados.
Na primeira semana de junho, todos os anos, acontece no distrito de Regência a "Festa de Caboclo Bernardo". Em homenagem ao herói deslocam-se bandas de Congo de todo o estado do Espírito Santo até a pousada de Dona Mariquinha, onde a capelinha de Caboclo Bernardo foi construída.
Chama a atenção o fato de que, durante as festividades, a foto do Caboclo Bernardo é exposta num altar, juntamente com as imagens de São Benedito e Nossa Senhora Aparecida. Segundo Reis (2003, p. 121), "da mesma forma que reverenciam São Benedito, reverenciam Caboclo Bernardo, aproximando-o da categoria de sagrado".